# Пономарьов Микола Вікторович
Микола Вікторович Пономарьов (нар. 1947 р., Солікамськ, Пермська область) — російський художник, графік та ілюстратор, краєзнавець, поет. У 1970 році закінчив Нижньотагільський художньо-графічний педінститут. З 1968 року — учасник міських, обласних, зональних, республіканських і федеральних (з 1994 року) виставок. 1968, 1977, 1982 року — персональні виставки в Солікамському історико-краєзнавчому музеї (нині у філії «Художній музей» Солікамського краєзнавчого музею). У 1992 році — в місті Березники.

## Біографія

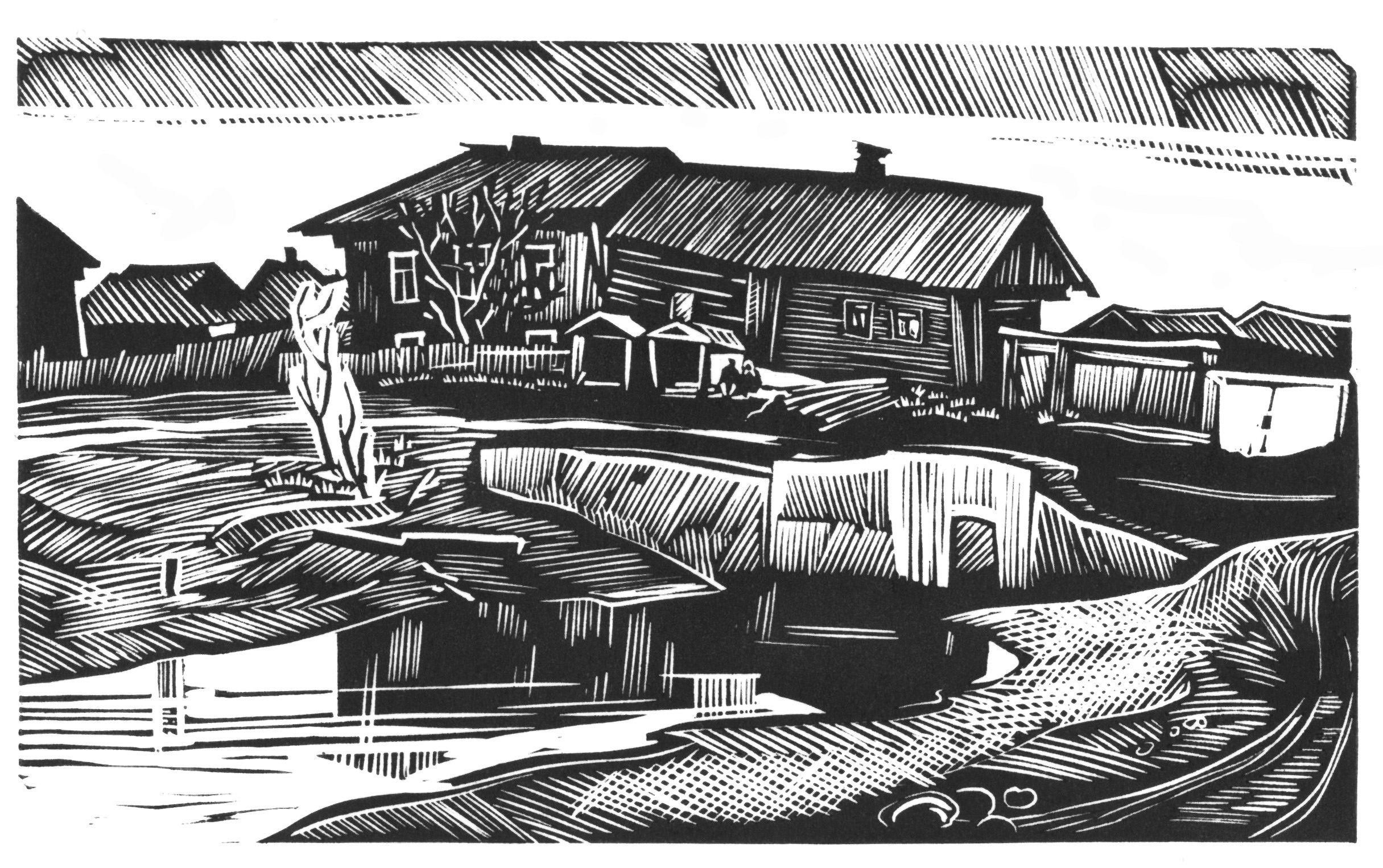
«Добрий батьківський дім», гравюра

Витоки творчості Миколи Вікторовича Пономарьова — з дитинства: це двоповерховий будинок на березі річки Боровиці, де в малюванні та музиці хлопчик наслідував одній із своїх сестер.
 
У Нижньотагільському педагогічному інституті на художньо-графічному відділенні з перших років навчання захопився графікою. Матеріал для дипломної роботи був зібраний під час поїздки в Ямало-Ненецький національний округ: п'ять аркушів ліногравюр «Північ» отримали у дипломної комісії оцінку «відмінно».
Після служби в армії, вже з сім'єю, художник повернувся в Солікамськ. Поступив на роботу в педучилищі, вів ізостудію. Працював конструктором, цеховим художником. До 30-річчя перемоги за проектом М. В. Пономарьова (і з його безпосередньою участю) спільно з архітектором Тимофеєвим реконструйований пам'ятник загиблим від ран у Другої світової війни в госпіталях Солікамська. Пам'ятник відлито в Солікамському ЦПК та встановлено поряд з братськими могилами більше ста солдатів і офіцерів. У 1985 році на честь 40-річчя Перемоги біля меморіалу запалили вічний вогонь та встановили танк Т-34 з написом на вежі «555» (на честь ювілею Солікамська в 1985 році).
Для Музею солі Росії виконав погруддя першовідкривача калійних солей Миколи Павловича Рязанцева, а для Народного театру Солікамського целюлозно-паперового комбінату оформив виставу. Кілька років працював художником-експозиціонером у Солікамському краєзнавчому музеї: оформляв виставки, каталоги, афіші, створював значки, медалі, сувеніри. Обраний головою міського об'єднання художників. Викладав у міському художньому коледжі.
Напередодні святкування 270-річчя ботанічного саду Григорія Демидова створив музейну експозицію в Солікамському еколого-біологічному центрі, раніше — в музеї ВАТ «Солікамськбумпром» та міській Раді ветеранів. 14 листопада 2006 року в Солікамську було створено краєзнавче товариство, та М. В. Пономарьов увійшов у її Раду правління.
Захоплюється живописом, скульптурою, прикладним мистецтвом, графікою і промграфікою, малюнком, фотографією, різьбленням по дереву (природа, люди, стародавня архітектура), краєзнавством і поезією, оформляє тематичні стенди та інтер'єри (наприклад, зал міського відділу Солікамського Загсу та ін). Майстер кольорового естампу. Плавав по Волзі, побував у кількох експедиціях, пройшов по Бабіновській дорозі з метою створити пам'ятник Артемію Бабінову (вже розроблений його ескіз). Працював над скульптурною композицією на честь Василя Тьоркіна для Смоленська, над проектами скульптури Лізи Чайкіної та пам'ятника воїнам-афганцям.
Роботи неодноразово виставлялися в картинних галереях Москви, Пермі, Свердловська (Єкатеринбурга), Березників, Нижнього Тагілу, Уфи та інших міст. Працював над серією гравюр «Архітектурні пам'ятки Солікамська», «Земля Уральська», серією картин маслом за башкирськими начерками та ін. Роботи придбані Солікамським краєзнавчим музеєм, Пермською художньою галереєю, експонуються в Музеї солі Росії.

## Галерея

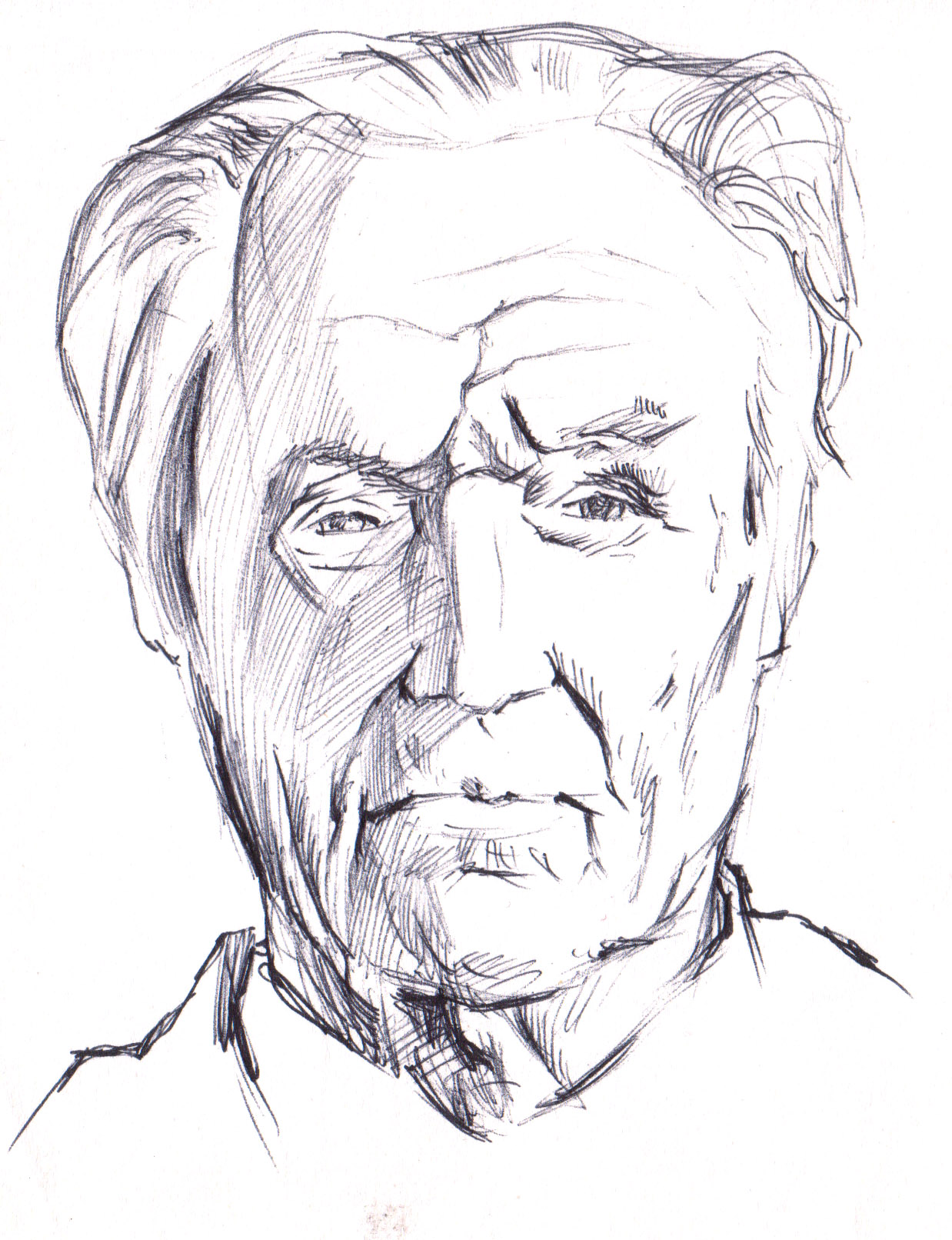
«Майстер Плєшков Василь Федорович»
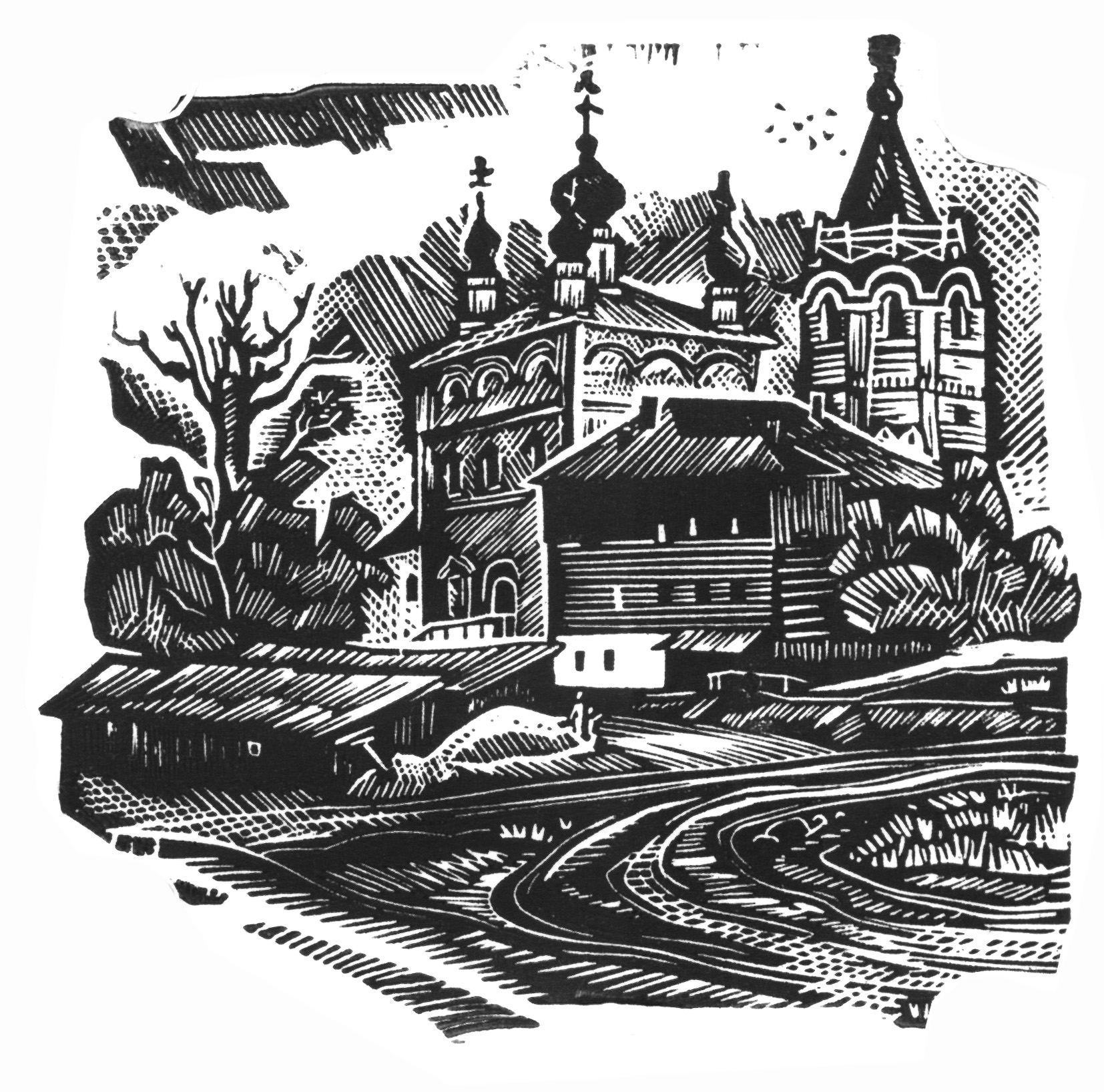
«Дворик»
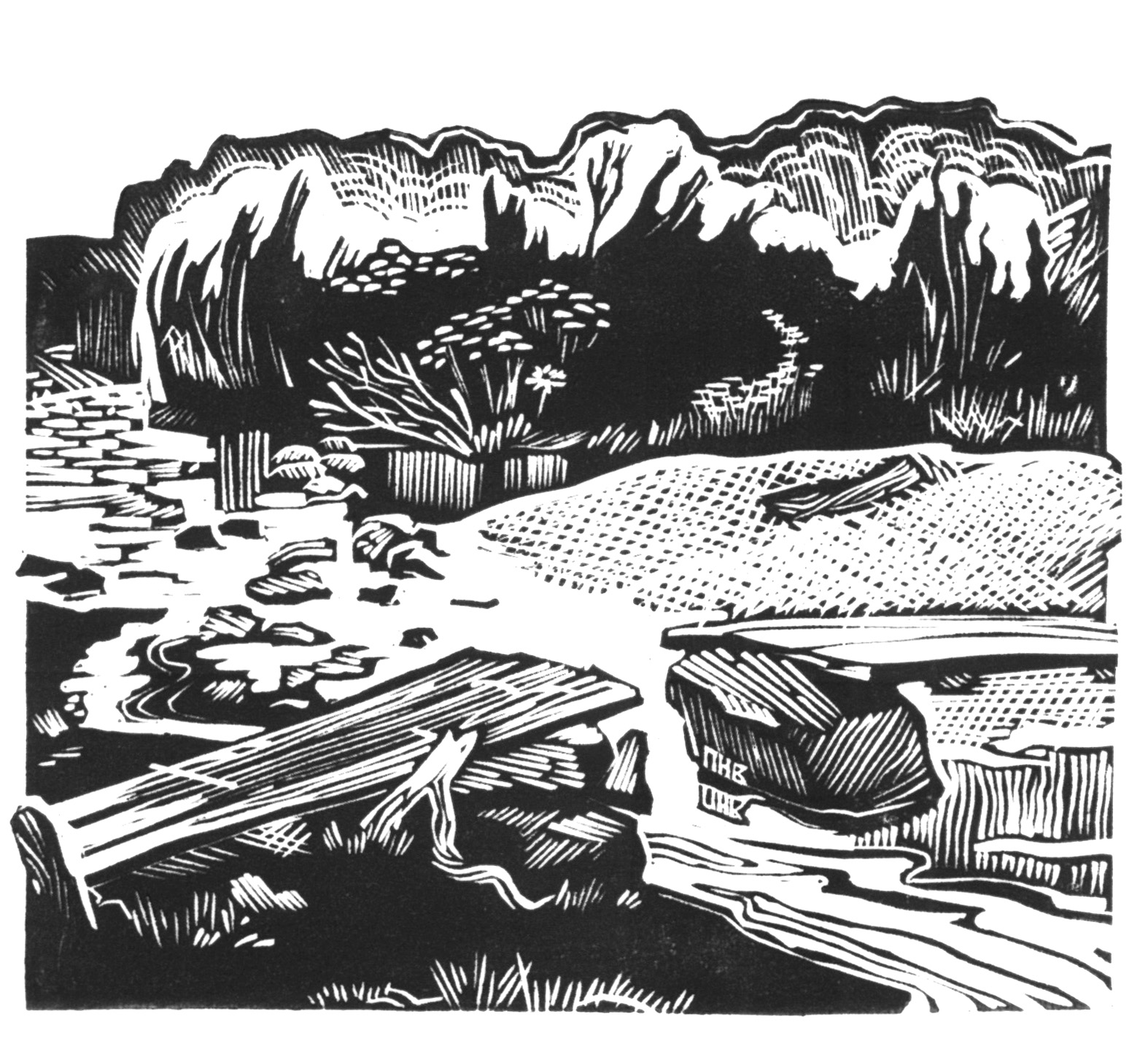
«Місток»
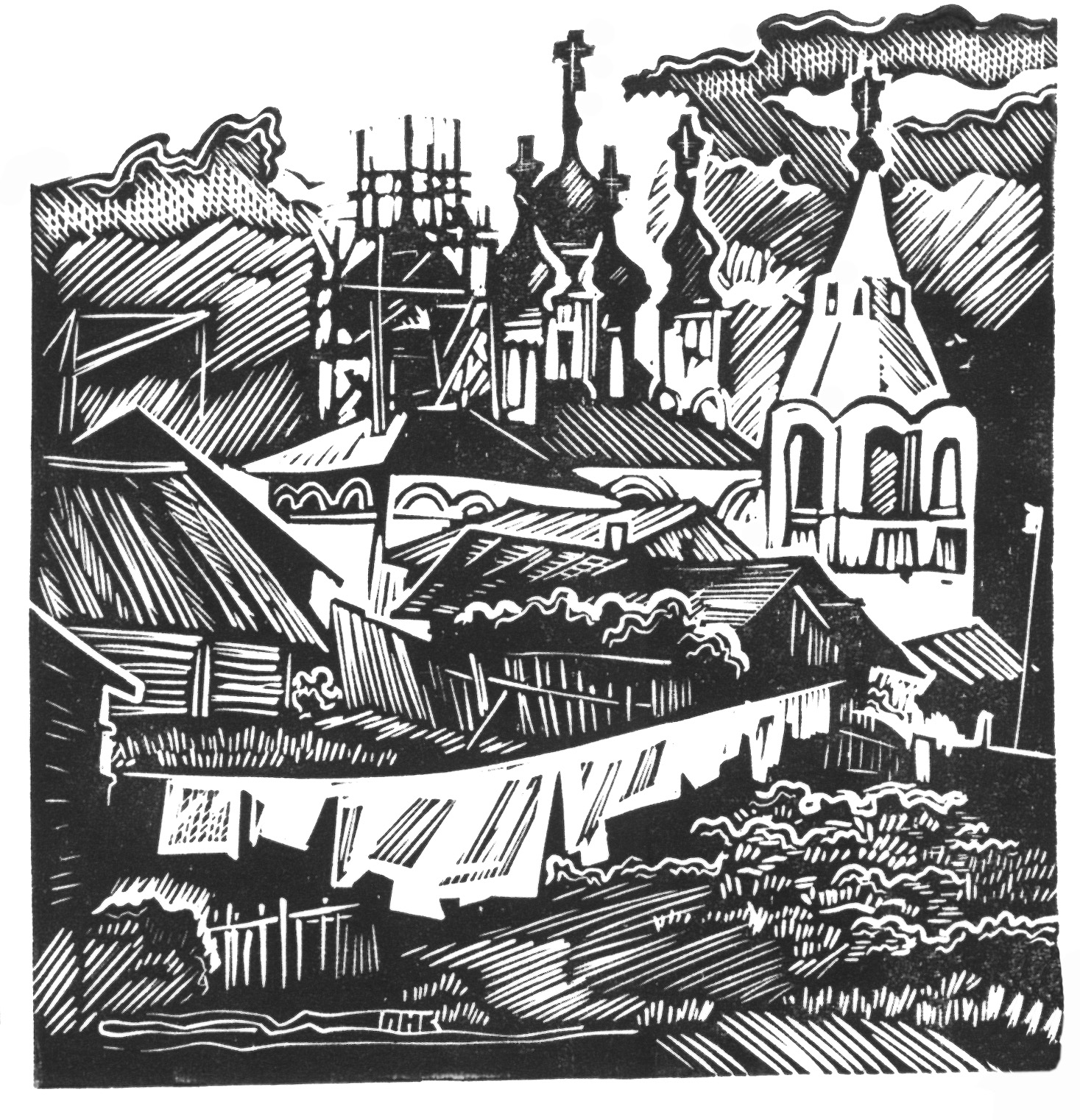
«Ранок. Солікамськ»
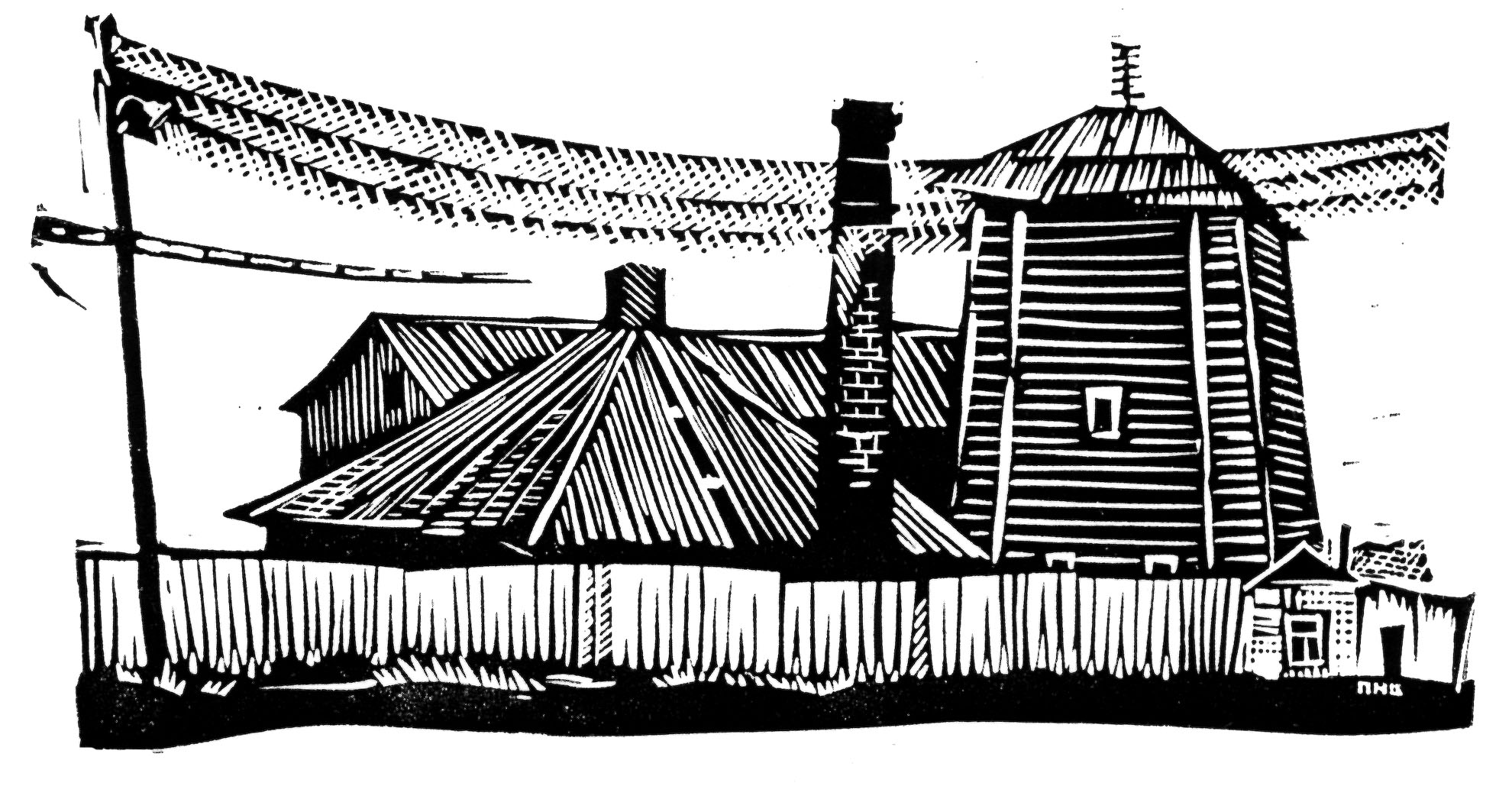
«Старий солезавод»
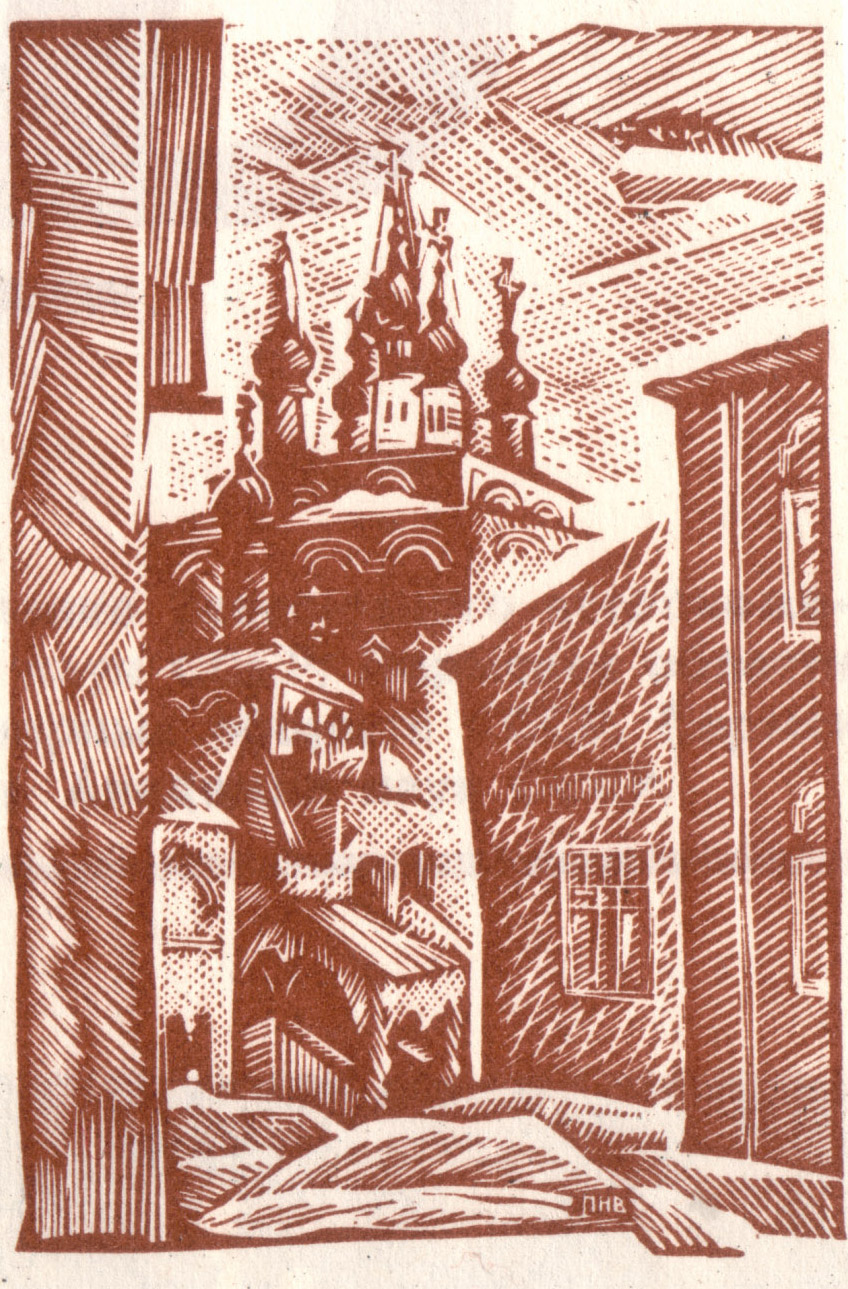
«Троїцький собор. Іній»
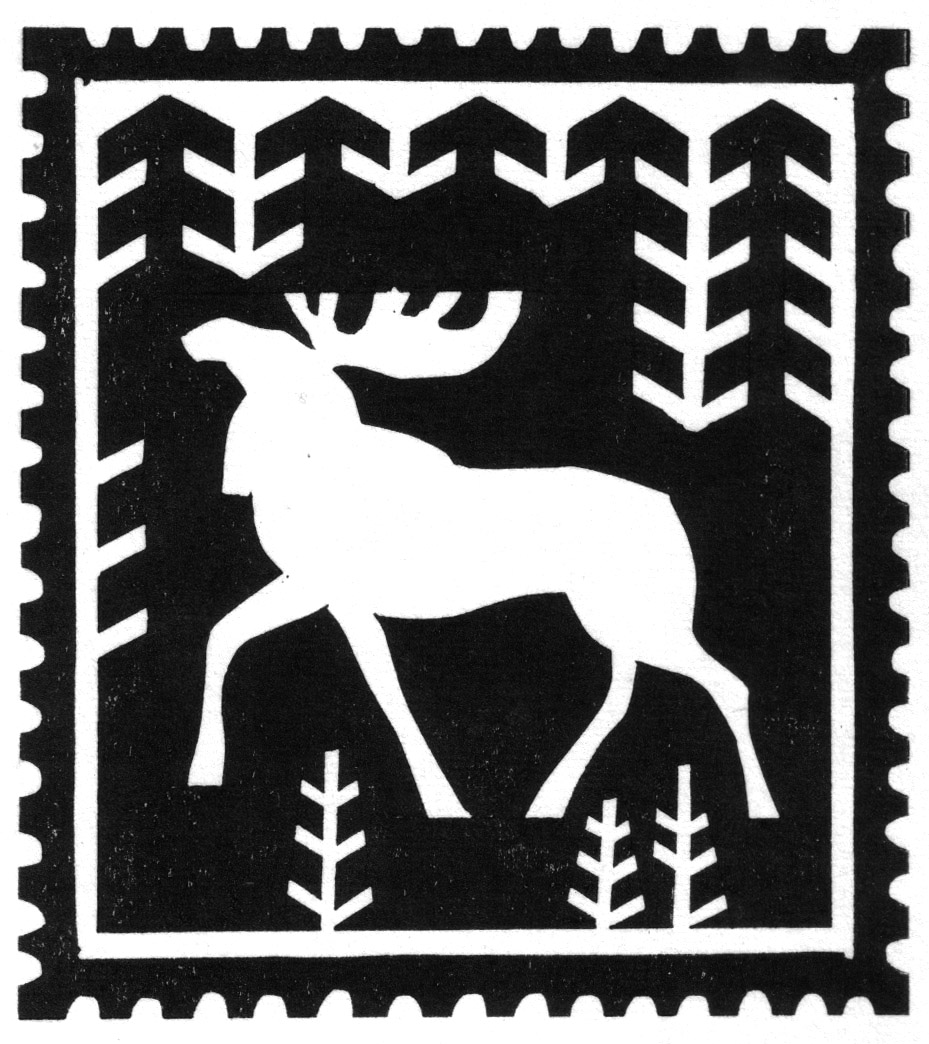
«Марка Лось» (Вішерський заповідник)
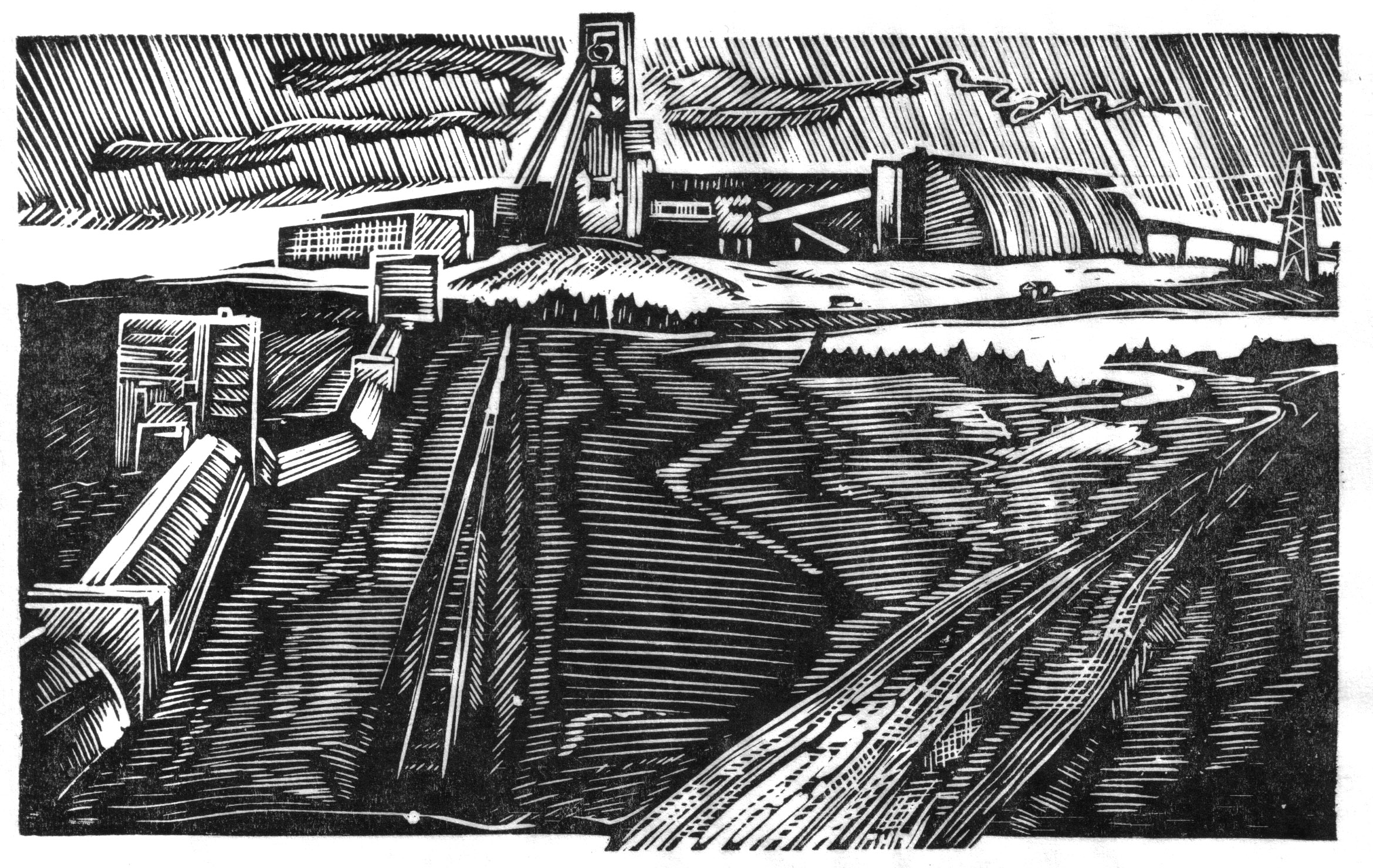
«Рудник»
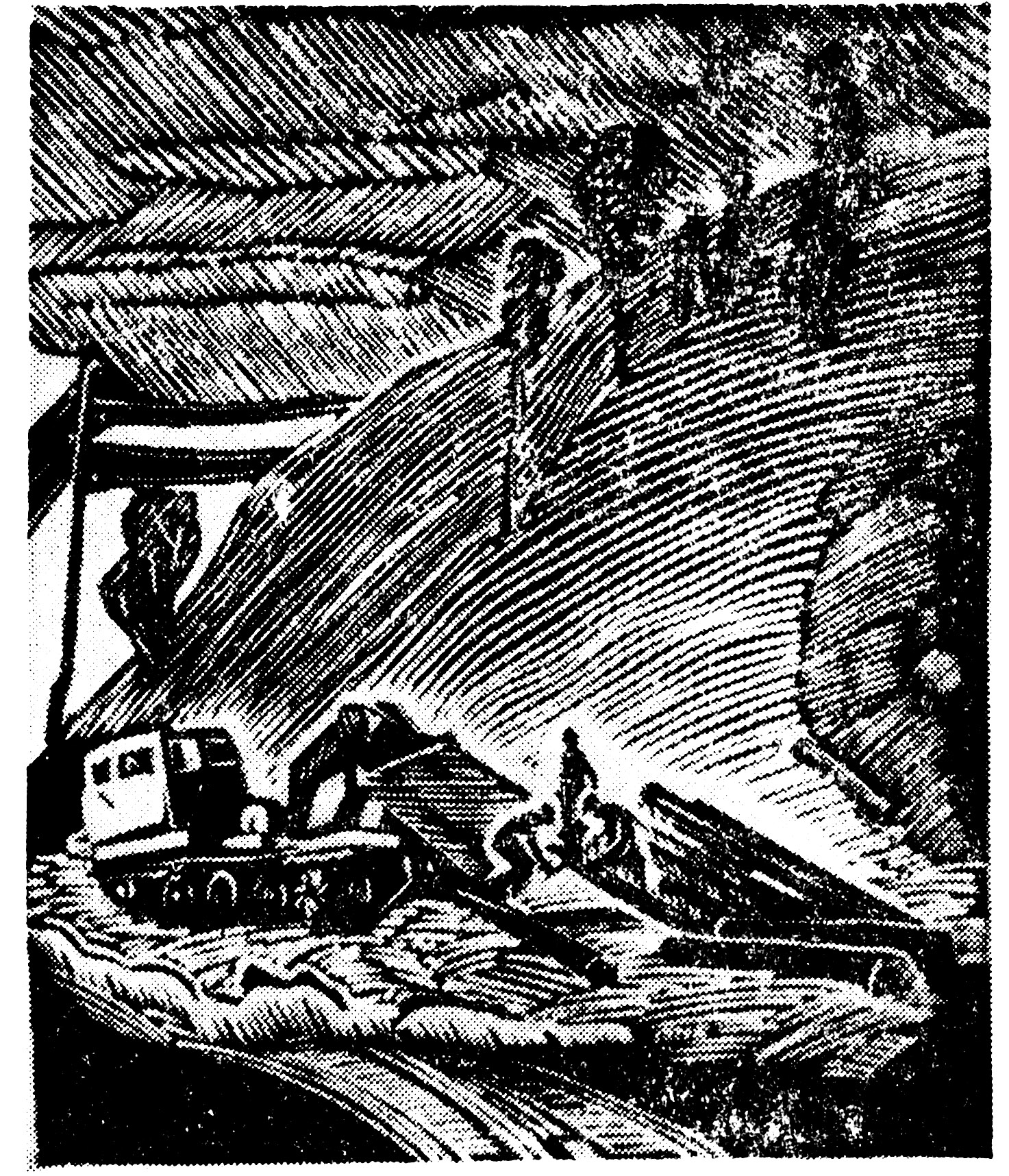
«На Тюлькинському рейді»
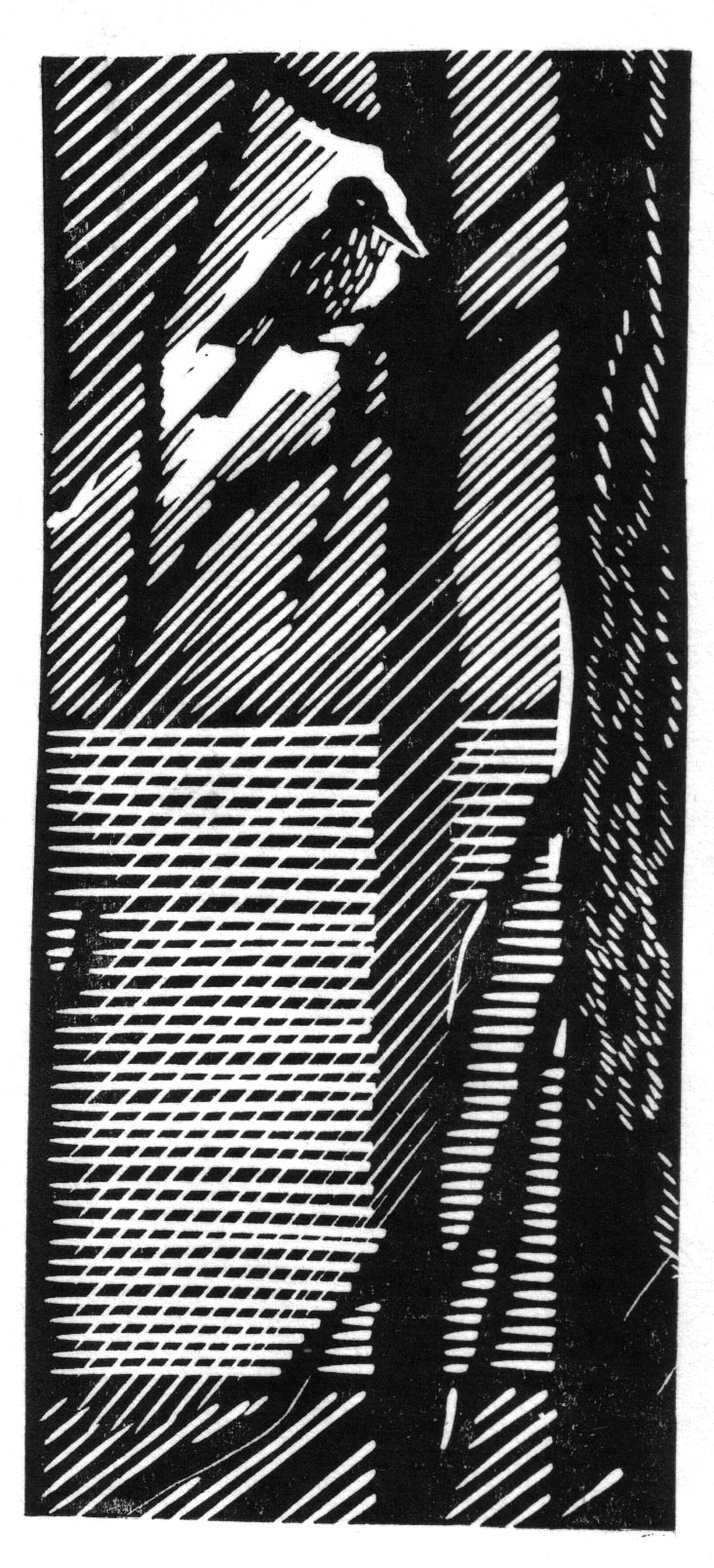
«Птах»
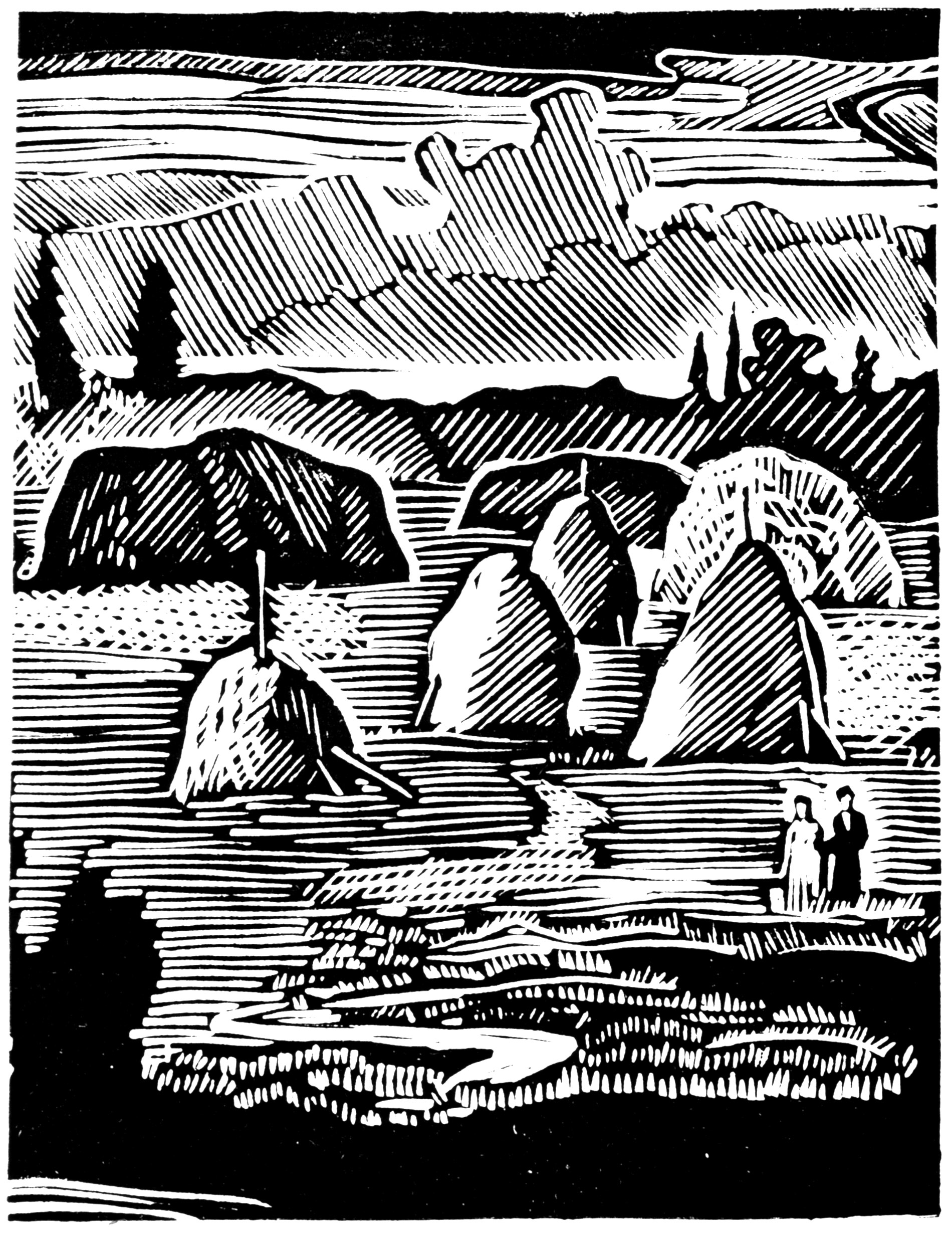
«Трави складені»
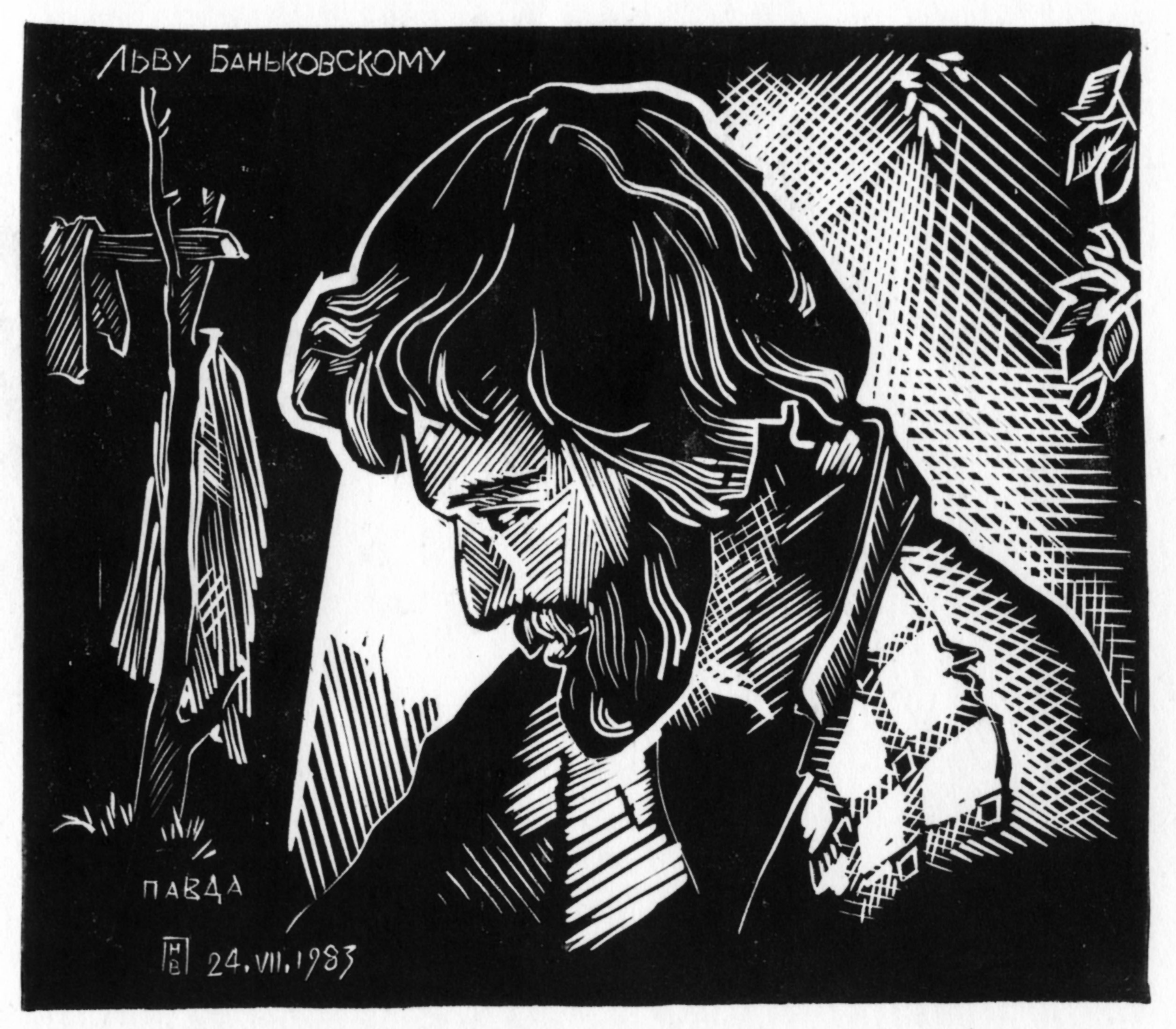
«Геолог»